# シュペルミステール (航空機)
ダッソー シュペルミステール B.2
イスラエル空軍博物館の展示機
- 用途：戦闘・爆撃
- 分類：第2世代ジェット戦闘機
- 製造者：ダッソー・ブレゲー
- 運用者

  -  フランス（フランス空軍）
  -  イスラエル（イスラエル空軍）
  -  ホンジュラス（ホンジュラス空軍）
- 初飛行：1955年3月2日
- 生産数：180機

シュペルミステール  (Super Mystère) は、フランスのダッソー・ブレゲー社が開発した戦闘機である。ミステールIV Bを元に開発された機体で、ヨーロッパ初の実用超音速戦闘機であった。

## 概要
ミステールの名前が付いているが全くの別機であり、後退角45度の後退翼を持つなど、アメリカのF-100 スーパーセイバーとよく似た外観を持っていた。試作機シュペルミステール B.1は1955年3月2日に初飛行し、翌日には水平飛行で音速を突破した。
1957年から量産型シュペルミステール B.2がフランス空軍に就役を開始したが、その直前により高性能のミラージュIIIが登場したため、生産機数は180機に留まった。フランス空軍では1977年まで現役であった。

## イスラエルにおける運用
フランス以外ではイスラエルに輸出され、「サール」（ヘブライ語で"嵐"の意味）と呼称され中東戦争において空中戦や地上攻撃に活躍した。1958年に最初の24機がイスラエルに輸出され、1963年に12機が追加導入された。36機のシュペルミステールB.2はハツォール空軍基地の第105飛行隊において集中運用された。1967年の第三次中東戦争ではシリア空軍のMiG-21 2機を含む計16機を撃墜したが、9機のシュペルミステールB.2が失われている。
第三次中東戦争の後、1969年から1973年にかけて第105飛行隊に残っていた計26機のシュペルミステールB.2のエンジンをA-4スカイホークと同じJ52へ換装する改修が行われた。これらの改修機は同軍で運用されているA-4スカイホークと同様に、エンジン排気口を後方に延長する改修を受けているため外見からも識別可能である。
1973年に発生した第四次中東戦争時点においては22機のシュペルミステールが運用可能な状態であった。この戦争で6機のシュペルミステールが失われた。
イスラエル空軍のシュペルミステールB.2は1975年に退役し、1976年に12機、1979年に追加で4機がイスラエルからホンジュラスに売却された。ホンジュラス空軍はシュペルミステールB.2を1996年まで運用していた。

## スペック
- 全長: 14.0 m
- 全巾: 10.1 m
- 全高: 4.60 m
- 翼面積: 32.0 m2
- 空虚重量: 6,390 kg
- 最大離陸重量: 10,000 kg
- エンジン: スネクマ アター101G
  - 推力: 4,500kg
- 最大速度: 1,195 km/h
- 航続距離: 1,175 km
- 武装:
  - DEFA 552 30mm機関砲×2
  - 爆弾・ロケット弾など外部兵装 2,680 kg (5,000 lb)
- 乗員: 1名

## 使用国
- フランス - 1957年-1977年。
- イスラエル - 1958年-1975年。36機（フランスの中古機を含む）。第105飛行隊にて集中運用。
- ホンジュラス - 1976年-1996年。16機（イスラエルの中古機）。